# Orthotrichia yaowachon
Orthotrichia yaowachon is een schietmot uit de familie Hydroptilidae. De soort komt voor in het Oriëntaals gebied.